# Becky Chambers
Becky Chambers (Contea di Los Angeles, 3 maggio 1985) è una scrittrice statunitense.
Scrittrice di fantascienza, ha ricevuto nel 2019 il Premio Hugo per la sua serie Wayfarers. I primi due volumi della serie sono stati pubblicati in italiano da Fanucci.

## Opere

### SerieWayfarers
- Il lungo viaggio, 2018 Ed. Fanucci (The Long Way to a Small, Angry Planet, 2014)
- L'orbita ordinaria, 2019 Ed. Fanucci (A Closed and Common Orbit, 2016)
- Record of a Spaceborn Few (inedito in Italia)
- The Galaxy, and the Ground Within[2] (Inedito in Italia)

### SerieMonk and robot
- Un salmo per il robot, 2024 Ed. Urania (A Psalm for the Wild-Built, 2021)
- Un salmo per l'universo, 2024 Ed. Urania (A Prayer for the Crown-Shy, 2022)